# Arthur Vichot
Arthur Vichot é um ciclista profissional francês, nasceu a 26 de novembro de 1988 em Colombier-Fontaine, França. Desde 2019 é membro da equipa profissional francêsa B&B Hotels-Vital Concept.

## Biografia
Membro do CR4C Roanne, Arthur Vichot ganhou em 2008 o Tour de Charolais, o Circuit des 2 Provinces, bem como uma etapa do prestigioso GP Guillaume Tell com a equipa amador da França. Seu ano 2009 foi ainda melhor e lhe permitiu alinhar pela Française des Jeux para a temporada de 2010.
Na sua primeira carreira profissional em janeiro de 2010, no Tour Down Under, foi eleito por um grupo de fãs australianos para uma campanha de publicidade de Buzz.
Arthur Vichot é o primo de Frédéric Vichot, ciclista profissional de 1981 a 1992. Seu pai Max Vichot tem criado a marca de aros Max-Wheel onde Arthur Vichot é o embaixador.
Seus máximos lucros como ciclista têm sido ganhar o Campeonato francês em estrada tanto em 2013 como em 2016.

## Palmarés
2010
- 1 etapa da Paris-Corrèze

2011
- Les Boucles du Sud Ardèche
- Tour de Doubs

2012
- 1 etapa do Critérium du Dauphiné

2013
- Tour de Haut-Var
- Campeonato da França em Estrada

2014
- 1 etapa da Paris-Nice

2016
- Tour de Haut-Var, mais 1 etapa
- Campeonato da França em Estrada

2017
- Grande Prêmio Ciclista a Marselhesa
- Tour de Haut-Var

2018
- Tour de l'Ain, mais 1 etapa

## Resultados nas Grandes Voltas e Campeonatos do Mundo
| Carreira           | 2010 | 2011 | 2012 | 2013 | 2014 | 2015 | 2016 | 2017 | 2018 | 2019 |
| ------------------ | ---- | ---- | ---- | ---- | ---- | ---- | ---- | ---- | ---- | ---- |
| Giro d'Italia      | -    | -    | -    | -    | -    | -    | -    | -    | -    | -    |
| Tour de France     | -    | 104º | 94º  | 66º  | Ab.  | -    | 78º  | Ab.  | 41º  | -    |
| Volta a Espanha    | Ab.  | -    | -    | -    | -    | -    | -    | -    | -    | -    |
| Mundial em Estrada | -    | -    | -    | 18º  | -    | -    | -    | -    | -    | -    |

-: não participa

Ab.: abandono